# Wetterofen

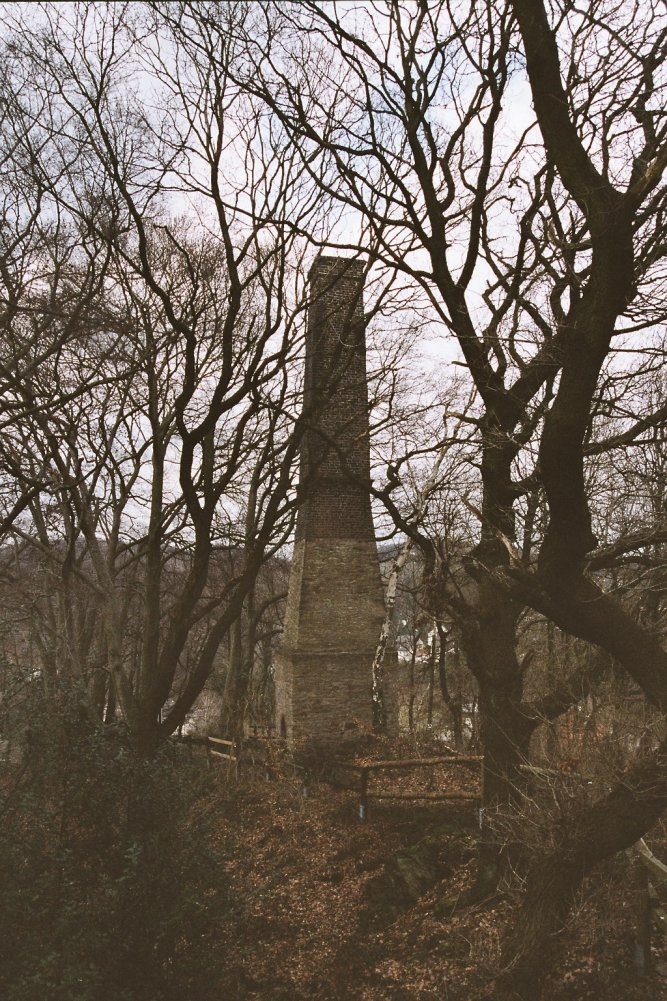
Wetterofen mit übertägiger Feuerung (Wetterschornstein Buchholz)

Ein Wetterofen war früher im Bergbau eine Konstruktion, die den Wetterzug durch ein Feuer beschleunigte. Dazu wurde Kohle oder Holz im Wetterschacht verbrannt. Die dabei entstehenden heißen Gase haben einen erhöhten Auftrieb. Dies verstärkt die Konvektion im Wetterschacht. Abwetter aus dem Grubenbauen werden schneller nach oben an die Erdoberfläche transportiert. Wetteröfen wurden auf einigen Bergwerken im Harzer Bergrevier bis zum Jahr 1901 eingesetzt.

## Funktionsprinzip und Aufbau
Beim Wetterofen wird das Prinzip des Kamineffektes ausgenutzt. Erwärmte Luft steigt nach oben und erzeugt einen Sog. Dieser Sog bewirkt in den Grubenbauen eine höhere Wettergeschwindigkeit. Der erste Wetterofen wurde im 18. Jahrhundert von Johann Bartels erfunden. Der Ofen hatte eine besonders große Rostfläche und war in einem Gewölbe eingemauert. Die gesamte Luftzufuhr für den Ofen erfolgte über die aus dem Grubengebäude stammenden Abwetter. Es gab im Laufe der Zeit verschiedene Konstruktionsprinzipien, mit entweder über- oder untertägiger Feuerung. Die Bedienung der Wetteröfen erfolgte durch die Feuerleute. Die Feuerleute waren Bergleute, die mit der Bedienung der Wetteröfen besonders vertraut waren.

## Nutzung der Kesselhausschornsteine
In der ersten Zeit des Betriebes eines Bergwerks ist es auch möglich, die Schornsteine des Kesselhauses zum Abwettern zu benutzen. Dazu ist es erforderlich, ein Schachttrum wetterdicht zu verkleiden. Dieses Trum wird über einen Kanal mit dem Schornstein der Dampfkessel verbunden. Durch die Abgase des Kessels wird die Luft erwärmt und erzeugt einen Auftrieb der Abwetter. Insbesondere bei Gruben, die leicht zu bewettern sind und in denen sonstige Einrichtungen zur künstlichen Bewetterung fehlen, ist diese Methode eine Alternative zum separat befeuerten Wetterofen. Auf der Zeche Kaiserstuhl in Dortmund wurde der 80 Meter hohe Schornstein des Kesselhauses zur Bewetterung benutzt. Durch dieses Verfahren konnten 11,310 Kubikmeter Abwetter pro Sekunde abgesaugt werden.

## Übertägige Aufstellung
Bei der übertägigen Aufstellung des Wetterofens wurde der Ofen mehrere Meter seitlich vom Wetterschacht in einer gemauerten Kammer aufgebaut. Vom Schacht ausgehend wurde ein Wetterkanal bis kurz vor den Aufstellungsort des Wetterofens angelegt. Am Ende des Wetterkanals wurde ein hoher Schornstein über dem Wetterkanal errichtet. Für große Wettermengen muss der Schornstein entsprechend groß im Durchmesser sein und eine ausreichende Höhe haben. Wird nun der Ofen befeuert, dann erwärmt sich die im Schornstein vorhandene Luft. Die erwärmte Luft steigt auf und erzeugt so einen Unterdruck. Dieser Unterdruck saugt nun die Abwetter aus dem Grubengebäude über den Wetterkanal ab. Ein Teil der Abwetter wird als Verbrennungsluft für den Wetterofen verwendet. Allerdings muss für diese Art der Feuerung genügend Sauerstoff in den Abwettern vorhanden sein. Bei matten Wettern brennt der Wetterofen sehr schlecht. Waren in der Grube schlagende Wetter vorhanden, so konnten diese Öfen nicht verwendet werden. Hier mussten Wetteröfen verwendet werden, bei denen die Abgase über separate Rohre an die Umwelt abgelüftet wurden. Die Rohre waren so installiert, dass sie von den Abwettern umspült wurden. Die Abgase heizten die Rohre auf und diese erwärmten wiederum die Grubenwetter, die somit abgewettert wurden. Allerdings waren übertägig aufgestellte Wetteröfen seltener im Gebrauch als untertägig aufgestellte Öfen. Grund hierfür war die geringere Leistung dieser Öfen. Die Leistung dieser Öfen lag durchschnittlich bei 100 m3 Luft pro Minute. Um eine Wettermenge von 160 m3 Luft abzuwettern, wurde die Heizenergie von etwa einem Kilogramm Steinkohle benötigt. Dies lag hauptsächlich an der verhältnismäßig geringen Höhe des Schornsteins. Die Höhe dieser Schornsteine lag zwischen 35 und 50 Metern. Aufgrund dieser relativ geringen Höhe war auch die erwärmte Luftsäule nur sehr niedrig. Die sich im Schacht befindende Luft wurde bei dieser Technik nicht erwärmt und erzeugte somit auch keinen Auftrieb.

## Untertägige Aufstellung
Bei der untertägigen Aufstellung gibt es zwei Möglichkeiten, den Wetterofen aufzustellen, entweder direkt unter dem Schacht oder seitlich vom Schacht. Die Aufstellung direkt unter dem Schacht oder dem ausziehenden Trum wird nur bei kleinen Anlagen durchgeführt. Bei größeren Anlagen wird der Wetterofen seitwärts vom Schacht aufgestellt. Die Öfen werden hierfür zwischen 18 und 45 Meter seitlich vom Schacht installiert. Der Abzug des Ofens wird über einen mäßig ansteigenden Kanal mit dem Abwetterschacht verbunden. Bei der Verwendung in Kohlenbergwerken muss bei der Aufstellung des Ofens besonders darauf geachtet werden, dass keine Feuergefahr entstehen kann, insbesondere, wenn in unmittelbarer Nähe im Liegenden Kohlenflöze vorhanden sind. Zur Brandverhütung muss der Sohlenbereich des Aschefangs mit einer Schicht aus Lehm und einer Rollschicht aus Ziegeln versehen werden.
Als Verbrennungsluft wird dem Ofen entweder ein Teilstrom der Abwetter oder ein Teilstrom der Frischwetter zugeführt. Bei der Nutzung des Abwetterstroms als Verbrennungsluft wird oftmals der Abwetterteilstrom durch Frischwetter aufgefrischt. In schlagwettergefährdeten Bergwerken muss die Verbrennungsluft stets aus Frischwetterstrom erfolgen. Die Frischwetterzufuhr erfolgt über einen gesonderten Kanal oder Luttenstrang. Die Abwetter werden in diesem Fall ebenfalls über einen separaten Kanal geführt und oberhalb des Wetterofens in den Schacht gelenkt. Durch die in den Schacht strömenden Abgase des Wetterofens wird die im Schacht befindliche hohe Luftsäule erwärmt und steigt nach oben. Die Erhitzung der Luftsäule ist dann wirtschaftlich, wenn die Erwärmung nicht über 45° Celsius hinausgeht. Durch eine Erwärmung der Luftsäule auf 50 bis 60° Celsius benötigt man bis zu 40 % mehr Brennmaterial, erreicht jedoch nur eine Erhöhung der Wettermenge um zehn Prozent. Im Durchschnitt wurden die Abwetter auf 34° Celsius, in einigen Fällen auch auf bis zu 70° Celsius erwärmt. Es wurde mit einem untertägig aufgestellten Wetterofen zwischen 280 und 1380 m3 Luft pro Minute abgewettert. Bei den untertägig aufgestellten Wetteröfen reichte die Heizenergie von etwa einem Kilogramm Steinkohle aus, um eine Wettermenge von 740 m3 Luft abzuwettern.
Die untertägig aufgestellten Wetteröfen arbeiten zwar wirtschaftlicher als übertägig aufgestellte Öfen, jedoch bringen sie auch einige Gefahren mit sich. Durch eine unsachgemäße Handhabung des Ofens kann es zu einem Grubenbrand kommen. Diese Gefahr ist insbesondere in Kohlenbergwerken sehr hoch. Hier wird durch einen gemauerten Schutzmantel um den Ofen die übermäßige Erhitzung des umgebenden Gebirges verhindert. Allerdings wird der Abwetterschacht aufgrund der aufsteigenden Abgase unbefahrbar. Eine weitere Gefahr besteht darin, dass im Falle eines Brandes im Schacht oder an einem anderen Punkt des Grubengebäudes die Wetterrichtung umschlägt und dadurch die Abgase des Wetterofens in die Grubenbaue gelangen.